# Casimiro Gennari
Casimiro Gennari (Maratea, 29 december 1839 - Rome, 31 januari 1914) was een Italiaans geestelijke en kardinaal van de Rooms-Katholieke Kerk.
Gennari studeerde bij de Jezuïeten in Napels en vervolgens aan het grootseminarie van Salerno. Hij werd op 21 maart 1863 priester gewijd. Hij werkte vervolgens als pastoor in het bisdom Conversano, waar hij oprichter werd van het tijdschrift Il Monitore Ecclesiastico dat tot doel had om de leer van de Kerk dichter bij de gelovigen te brengen. Het tijdschrift werd populair in heel Italië. Hij werd ook ere-kanunnik van het dom-kapittel van Conversano.
In 1881 benoemde paus Leo XIII hem tot bisschop van Conversano. In 1895 werd hij assessor bij het Heilig Officie en in 1897 werd hij kanunnik van het kapittel van de Sint-Pieter. In dat jaar legde hij zijn verantwoordelijkheden als residerend bisschop van Conversano neer, en werd hij benoemd tot titulair aartsbisschop van Naupactus (Lepanto).
Tijdens het consistorie van 15 april 1901 creëerde Leo XIII hem kardinaal. De San Marcello al Corso werd zijn titelkerk. Hij nam deel aan het conclaaf van 1903 dat leidde tot de verkiezing van paus Pius X. Deze benoemde hem in 1908 tot prefect van de H. Congregatie voor het Concilie. Dit zou hij blijven tot zijn dood.
- Bibsys: 13035776
- Biblioteca Nacional de España: XX1283136
- Bibliothèque nationale de France: cb10640972c (data)
- Gemeinsame Normdatei: 173211240
- International Standard Name Identifier: 0000 0001 0913 402X
- Nationale Bibliotheek van Tsjechië: skuk0002623
- Nederlandse Thesaurus van Auteursnamen: 074866419
- Réseau des bibliothèques de Suisse occidentale: 02-A011587389
- Istituto Centrale per il Catalogo Unico: SBLV266941
- Virtual International Authority File: 71381609